# Baile con la Sonora Matancera
Baile con la Sonora Matancera es el segundo disco larga duración de Celia Cruz junto a Carlos Argentino, Leo Marini y Laito Sureda con el marco musical de la Sonora Matancera y el cuarto long play de la agrupación oficial grabado, para Seeco Records Inc. Contiene 12 temas, grabados en distintas fechas, entre el 16 de noviembre de 1954, 17 de agosto de 1955 y el 20 de abril de 1955, en esta placa graba una guajira a dúo de José Claro Fumero y Antonio Castro junto a Laíto(*).

## Temas
1. Las Muchachas
2. Un Poquito de Cariño
3. Cuartito 22
4. Me Siento Enamorado
5. Yambú pa Gozar
6. Por qué te empeñas en Decir
7. Que Linda
8. Yo Quisiera Saber
9. Mi Redención
10. Este Cha Cha Cha
11. En el Bajío (*)
12. Cañonazo

- Datos: Q5716694